# مالی پوپوویچ
مالی پوپوویچ (به صربی: Mali Popović) یک منطقهٔ مسکونی در صربستان است که در یاگودینا واقع شده‌است. مالی پوپوویچ ۴۴۵ نفر جمعیت دارد.